# Berberis lycium
Berberis lycium är en berberisväxtart som beskrevs av John Forbes Royle. Berberis lycium ingår i släktet berberisar, och familjen berberisväxter.

## Underarter
Arten delas in i följande underarter:
- B. l. simlensis
- B. l. subfascicularis
- B. l. subvirescens

## Bildgalleri

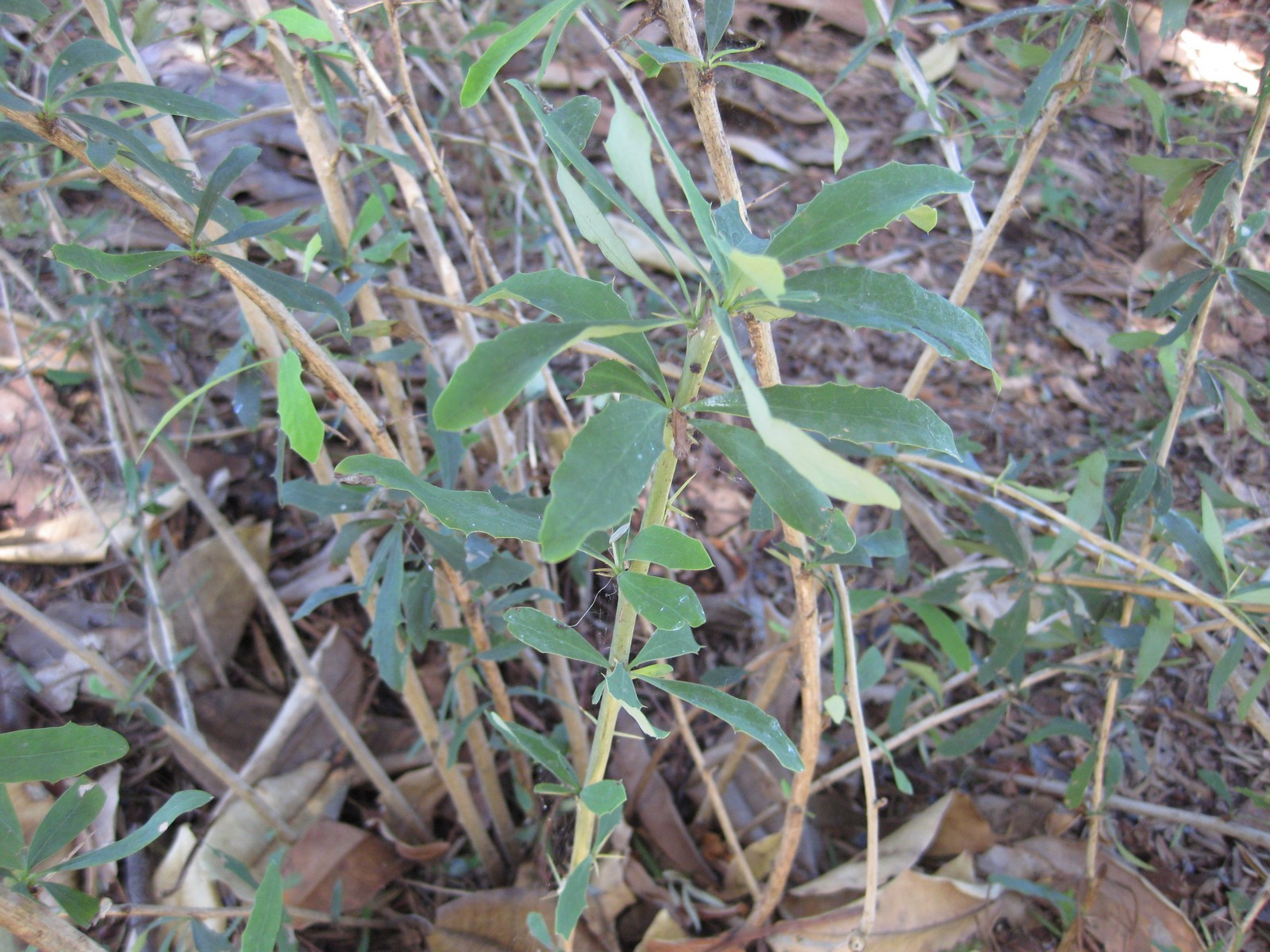
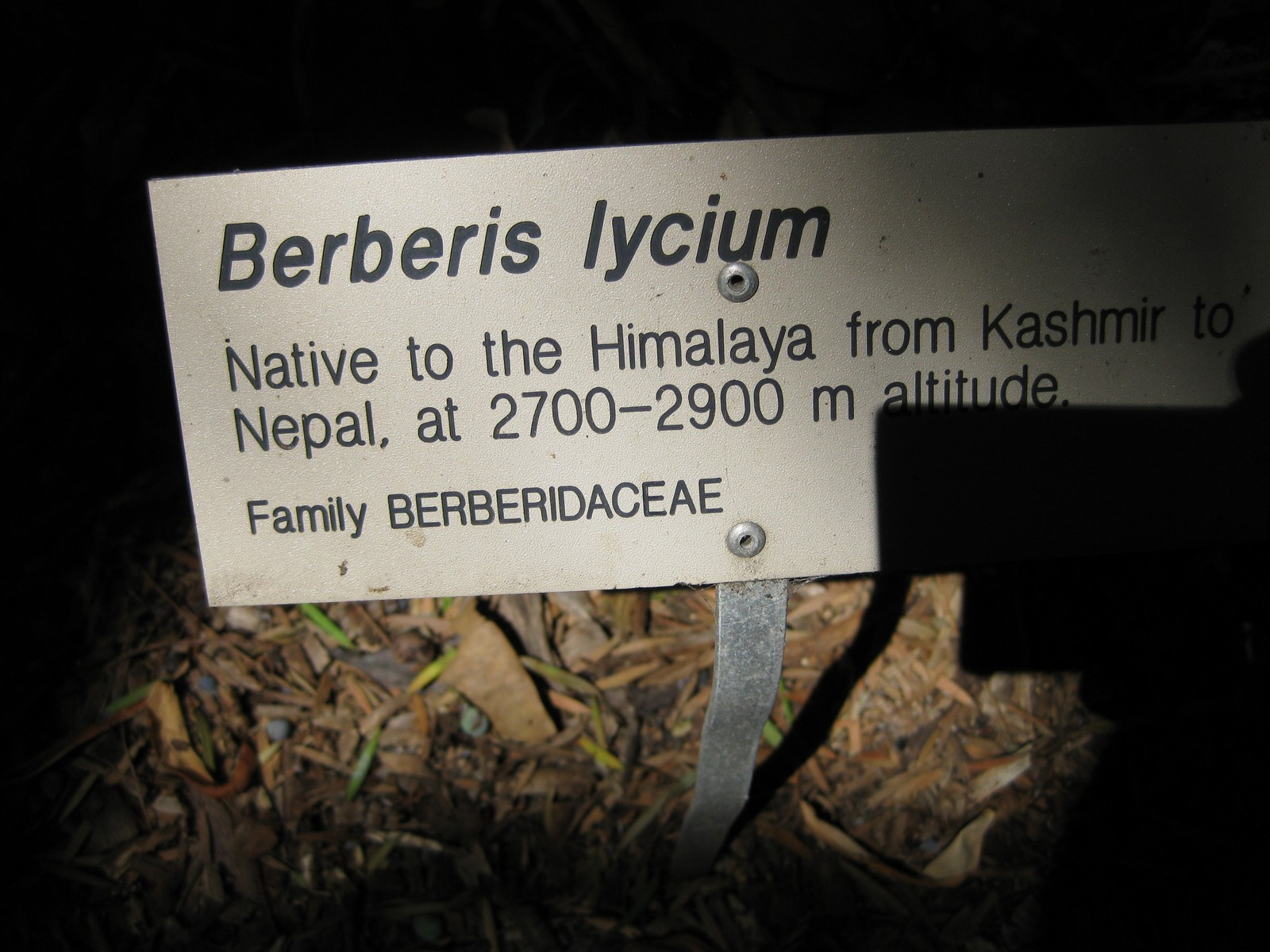